# یارانه

نموداری که اثر مالیات و یارانه بر قیمت را نشان می‌دهد

یارانه یا سوبسید (به فرانسوی: subside) شکلی از کمک مالی است که به یک تجارت یا بخش اقتصادی پرداخت می‌شود؛ یا به عبارت دیگر اعطاء کمک مالی به روی یک کالا یا خدمتی که به مردم داده می‌شود جهت افزایش رفاه عمومی جامعه.

## تعاریف دیگر از یارانه
بانک جهانی: یارانه سود اقتصادی است که معمولاً دولت‌ها به تولیدکنندگان کالا برای تقویت بازار رقابتی کشورها پرداخت می‌کنند و این یارانه‌ها ممکن است مستقیم یا غیرمستقیم باشد. همچنین یارانه‌ها به دو نوع یارانه‌های صادراتی و یارانه‌های داخلی کشورها تقسیم می‌شوند. یارانه‌های صادراتی مساعده‌های قابل تفویض در نزد شرکتهایی است که دولت به شرط صادرات محصولاتشان این یارانه‌ها را در اختیار این شرکت‌ها قرار می‌دهد. یارانه‌های داخلی کشورها نیز کمکی است که به صورت غیر مستقیم به مردم پرداخت می‌شود.
دیدگاه WTO سازمان تجارت جهانی در مورد یارانه: ۲ عنصر اصلی در یارانه وجود دارد: ۱- کمک مالی ۲- نفع؛ مطابق ماده یکم اگر دولت با یک رکن عمومی درون قلمرو یکی از اعضاء، اقدام به پرداخت کمک مالی به صنعتی بکند به نحوی که موجب نفع بردن صنعت از آن کمک مالی شود، یارانه اعطا شده‌است.
کمک‌های بلاعوض به تولیدکنندگان و مصرف‌کنندگان برخی از کالاها و خدمات: پرداخت کمک مالی (یارانه) می‌تواند دلایل مختلفی داشته باشد، مانند پایین نگه داشتن سطح قیمت (از طریق قدرت خرید واقعی خریداران) یا حفظ روند تولیدی یک کالای معین. یکی از خصوصیات عمده کمک مالی که با پرداخت‌های انتقالی از سوی دولت تفاوت دارد، آن است که در اغلب موارد هدف پرداخت از یارانه، حفظ قیمتهای کالاها و خدمات نهایی، در سطحی پایین‌تر از هزینه تأمین عوامل تولید است. پرداخت یارانه می‌تواند، از طریق تحریف قیمتهای بازار و هزینه تولید، منجر به تخصیص نامطلوب منابع گردد. هرچند که این امکان وجود دارد که این اختلالات را جبران کند (از طریق آثار خارجی) و حتی می‌توان از پرداخت یارانه در جهت حمایت از صنایع نوزاد استفاده کرد. این امکان وجود دارد که با استفاده از ابزارهای جایگزین که اثرات سوء یارانه را در برندارد جهت تحقق این اهداف استفاده کرد، مانند حمایت مستقیم درآمدی از طریق نظام جمع‌آوری مالیات.
Subsidy: کمک، کمک مالی، اعانه، امداد، کمک مالی یا معادل آن که به یک خدمت داده شود گرچه از نگاه سود این خدمت اقتصادی نباشد ولی از حیث رفاه عمومی لازم است. از بخش‌ها و کمکهای رایگان مالی که دولت به دستگاه تابعهٔ خود به منظور کمک به یک خدمت عمومی می‌دهد نیز به همین نام یاد می‌شود.
بیش‌تر یارانه‌ها توسط دولت برای تولیدکنندگان یا توزیع‌کنندگان در یک صنعت، برای جلوگیری از رکود آن صنعت یا جلوگیری از افزایش قیمت تولیدات آن یا برای ترغیب به استخدام نیروی کار بیش‌تر اعطا می‌شوند. مثال‌های آن یارانه‌هایی است که برای حمایت از صادرات، یا به‌منظور پایین نگه‌داشتن هزینهٔ زندگی برای برخی خوردنی‌ها، یا برای افزایش تولید مزارع و رسیدن به خودکفایی در تولید غذا پرداخت می‌شوند.
اگرچه از دیدگاه اولیه خرج کردن دولت از مبالغ بودجه عمومی کشور جهت افزایش قدرت خرید جامعه، نوعی عمل غیراقتصادی است (زیرا علاوه بر اینکه سودی برای دولت ندارد بلکه ضرر اقتصادی هم دارد)، اما در کل این فرایند دارای نکات بسیار مثبتی است که مهم‌ترین آن افزایش رفاه عمومی جامعه است.
یارانه‌ها می‌توانند با رقابتی ساختن مصنوعی کالاها و خدمات داخلی در مقابل واردات، به‌عنوان شکلی از حمایت‌گرایی یا محدودیت تجاری باشند. همچنین یارانه‌ها می‌توانند در بازارها خلل ایجاد کنند و هزینه‌های اقتصادی بزرگی را تحمیل کنند.

## تاریخچهٔ یارانه در جهان
تا قبل از جنگ‌های جهانی چیزی به نام یارانه در مفهوم کنونی آن وجود نداشت، در واقع آدام اسمیت بنیان‌گذار مکتب کلاسیک‌ها که از مخالفان جدی دخالت دولت در فعالیت‌های اقتصادی بود. تا پیش از جنگ‌های جهانی دیدگاه او بر اقتصاد غرب حاکم بود تا اینکه بعد از جنگ جهانی دوم و ایجاد تورم و رکود شدید اقتصادی در کشورهای غربی مکتب‌های جدیدی نیز در عرصهٔ اقتصاد ظهور پیدا کردند که از جمله اندیشه‌های اقتصادی کینز بود، به اعتقاد این مکتب دخالت دولت در تنظیم و تعادل بخشیدن به اقتصاد یکی از وظایف مهم دولت در رشد اقتصادی است.
در حقیقت سر آغاز یارانه به مفهوم کنونی آن شروع جنگ جهانی دوم است که در آن محدودیت شدید منابع، با توجه دولت به بخش‌های خاص موجب شد تا دولت به صورت عملی وارد بازار شود، و کالاهایی را به قیمت بالاتر از قیمت بازار از تولیدکننده خریداری کند.
در دوران پس از جنگ نیز کشورها به دنبال رشد و توسعهٔ اقتصادی بودند؛ از این رو ناگزیر به حمایت گسترده از تولیدها و تجارت محصولات خود دست زدند. در اغلب کشورهای صنعتی در مورد محصولات کشاورزی، یارانه فقط به تولیدکنندگان تخصیص می‌یابد و نحوهٔ پرداخت آن به این شکل است که دولت با اعلام نرخ تضمینی برای محصولات کشاورزی که غالباً بالاتر از قیمت بازار است این محصولات را خریداری می‌کند.
با به‌کارگیری این سیاست، رفته‌رفته کنترل بخش سیاست‌گذاری مالی و پولی و ادارهٔ بخش عمومی اقتصاد به دولت واگذار شد و از همان دوران که هم‌زمان با جنگ جهانی دوم بود، پرداخت یارانه به شکل امروزی شکل گرفت. حتی در دوران پس از جنگ هم که کشورها به اقتصاد بازار روی آورده بودند و جنگ در قالب جنگ سرد ادامه داشت، با رشد و توسعهٔ اقتصادی، ناچار به پشتیبانی گسترده از تولید و تجارت محصولاتشان بودند که تا امروز نیز ادامه داشته‌است.

## تاریخچه یارانه در ایران
یارانه به مفهوم کنونی آن از دههٔ چهل وارد اقتصاد ایران شد. اما تا پیش از ان نیز برخی قوانین و دستور العمل‌ها، مصداق‌هایی جزئی از یارانه بودند هرچند که ماهیتاً تفاوت‌های آشکاری با یارانه کنونی داشته‌است. در زیر اشاره مختصر به این فعالیت‌ها می‌شود:
دوران صفویان:نوعی تخفیف مالیاتی وجود داشته‌است.
دوران قاجار :سیاست‌هایی در جهت توسعه زراعت، که در آن دادن بذر و مساعده به مستأجر پیش‌بینی شده بود.
سال ۱۳۱۱:دخالت مستقیم دولت در عرضه و تقاضا (تولید): تصویب قانون جهت تأسیس سیلو در تهران به منظور خرید و ذخیرهٔ گندم توسط سازمان غله، برای مقابله با کمبود احتمالی.
سال ۱۳۱۵: بارندگی خوب باعث افزایش عرضه و در نتیجه باعث کاهش قیمت گندم شد. سازمان غله نیز خرید گندم با قیمتی بالاتر از قیمت بازار برای حمایت از کشاورزان را در دستور کار خود قرار داد و تا سال ۱۳۲۱ نیز دولت دو هدف حمایت از کشاورزان، تهیه و ذخیره گندم و تهیهٔ نان ارزان برای مصرف‌کنندگان کم درآمد را در دستور کار قرار داد که این امر موجب شد تا مالکان بدترین نوع گندم را به دولت بفروشند و نوع خوب ان را در بازار آزاد عرضه کنند.
واژهٔ یارانه به جای سوبسید را بهاءالدین خرمشاهی پیشنهاد داد. برساخته از 'یاری' به‌علاوه پسوند اسم‌ساز 'انه'.

### اولین نظام سهمیه‌بندی یارانه در ایران
نان مهم‌ترین کالای دوران جنگ جهانی اول بود که در نظام سهمیه بندی قرار گرفت. گوشت و گندم یارانه اندکی را به دلیل رشد اقتصادی متعادل به خود اختصاص دادند.
میزان سوبسید تا سال ۱۳۱۵ بسیار پایین بود به‌طوری‌که کل یارانهٔ پرداختی دولت تا سال ۱۳۵۱ (پایان برنامهٔ پنجم)، ۱۶۶۸ میلیون ریال بود که این میزان تنها نزدیک به ۴٫۱ درصد یارانه در سال ۱۳۵۴ بود.
همزمان با افزایش قیمت نفت در ۱۳۵۴حجم عملیات‌های عمرانی افزایش پیدا کرد و درآمد افراد زیاد شد، که به موجب این افزایش تقاضا برای کالاهای مصرفی زیاد شد در نتیجه به علت نداشتن صنایع زیر بنایی برای پاسخگویی به تقاضا دولت واردات کالاها را تسریع کرد.
در سال ۵۳ با افزایش صد درصدی واردات کالاها ی مورد نیاز ونیز محدودیت تأسیسات بندری و در نتیجه تأخیر در تحویل کالاهای مورد تقاضا تورم داخلی در کشور را به دنبال داشت؛ و به دنبال افزایش قیمت‌ها صندوق حمایت از مصرف‌کننده تأسیس شد. یکی از اهداف این صندوق تمرکز درامور مربوط به پرداخت سوبسید بود و در ۱۴ مرداد سال ۵۶ وظایف قانونی صندوق حمایت از مصرف‌کنندگان به سازمان حمایت از مصرف‌کنندگان تولیدکنندگان واگذار شد. در سال‌های ۱۳۵۸ و ۱۳۵۹ حجم فعالیت این سازمان بسیار محدود بود و قیمت‌گذاری توسط ستاد بسیج اقتصادی دادگاه‌های نظام صنفی و کمیته امور صنفی صورت می‌گرفت؛ و در این سال‌ها بهای کالا و خدمات مصرفی ۴/۱۱ و ۵/۲۳ درصد افزایش یافت. در ۱۳۶۰ به علت محدودیت‌های اقتصادی که از پیامدهای جنگ تحمیلی و تحریم اقتصادی بود عرضهٔ کالاها و خدمات دچار نوسانات زیادی شد به همین دلیل از این سال قیمت‌گذاری کالاها وارداتی و نیز تولیدات داخلی ضروری توسط سازمان حمایت از از مصرف‌کنندگان و تولیدکنندگان به مرحله اجرا درآمد.
با وجود مشکلات بسیار طی سال‌های ۱۳۶۰–۱۳۶۴ به علت واردات وسیع کالاها و سهمیه بندی کالاهای اساسی به وسیله طرح کوپن و نیز پرداخت سوبسید؛ از شتاب تورم کاسته شد و روند صعودی قیمت‌ها به‌طور قابل ملاحظه‌ای کاهش پیدا کرد. طی سال‌های ۱۳۶۵–۱۳۶۷و در نتیجه لزوم استفاده از ارز صادراتی و آزاد، قیمت بسیاری از اقلام تولیدات داخلی حدود ۲ تا ۳ برابر افزایش پیدا کرد.
در سال ۱۳۶۸ دولت برای حمایت از قشرها آسیب‌پذیر پرداخت یارانه را در دستور کار قرار داد. بین سال‌های ۱۳۶۸ تا ۱۳۷۲میزان پرداخت یارانه دولت بر حسب قیمت اسمی به‌طور متوسط ۷/۸۶درصد رشد داشت.
در نیمه دوم سال ۱۳۸۹ طرح هدفمندی یارانه‌ها اجرا گردید که طبق آن یارانه‌ها از تزریق مستقیم به بازار و صنایع به پرداخت نقدی تغییر شکل داد.در سال ۱۴۰۱ در پی بحث های اقتصادی که در دولت سید ابراهیم رئیسی شکل گرفت منجر به تغییر قانون یارانه ها گردید

## طبقه‌بندی
یارانه‌ها را می‌توان به شکل‌های مختلفی طبقه‌بندی کرد:

### دسته‌بندی یارانه در حساب‌های مالی
از نظر دسته‌بندی در حساب‌های مالی یارانه در دو دستهٔ مستقیم و غیر مستقیم طبقه‌بندی می‌شود.
الف: یارانه مستقیم
یارانه مستقیم مقدار هزینه‌هایی است که به‌طور کلی دولت برای حفظ منافع قشرها با درآمد پایین جامعه برای خرید کالاها و خدمات می‌پردازد. این نوع هزینه کرد عمدتاً دریافت کنندگان کاملاً مشخص و برخوردار از شخصیت حقوقی دارد، موسسات و شرکت‌های تولیدکننده و ارائه دهندهٔ کالاها و خدمات زیر بنایی که تولید و ارائه خدمت شان در جهت منافع عمومی، سبب زیان مالی آن‌ها می‌شود، از این دسته‌اند. همانند شرکت‌های تولیدکننده اب و برق و شرکت‌های ارائه دهنده خدمات حمل و نقل عمومی.
یارانه مستقیم خود به دو نوع یارانه تولیدی و یارانهٔ مصرفی تقسیم می‌شود.
ب: یارانهٔ غیر مستقیم:
یارانهٔ غیر مستقیم یارانه‌ای است که بابت ثابت نگه داشتن قیمت مصرف‌کننده یا تضمین قیمت تولیدکننده اختصاص می‌یابد. این نوع یارانه جنبهٔ کالایی دارد و گیرندگان ان متعدد هستند.

### دسته‌بندی یارانه از منظر مرحله‌ای که کالا و خدمت مشمول یارانه می‌شود
۱)یارانهٔ تولیدی:
یارانهٔ تولیدی به هر نوع مداخلهٔ دولت در اقتصاد که منجر به کاهش هزینه‌های تولید برای تولیدکننده یا افزایش قیمت دریافتی توسط تولیدکننده گردد، گفته می‌شود. به عنوان مثال کمک‌های دولت به صنایع و کشاورزان از این دسته‌اند.
۲)یارانهٔ مصرفی:
یارانهٔ مصرفی همانند یارانهٔ تولیدی به هر نوع تأثیر دولت که باعث می‌شود مصرف‌کننده قیمتی کمتر از قیمت بازار را پرداخت کند گفته می‌شود.
۳)یارانهٔ خدماتی:
یارانهٔ خدماتی عبارت است از برخی کمک‌های دولت به موسسات و شرکت‌های خدمات عمومی که خدمات خود را با قیمتی کمتر از هزینهٔ تمام شده به مصرف‌کنندگان عرضه می‌نمایند. به بیان دیگر یارانهٔ خدماتی یارانه‌ای است که دولت به منظور کاهش برخی از هزینه‌های خدماتی برای مصرف‌کنندگان، به پاره‌ای از خدمات عمومی پرداخت می‌کنند. این قبیل خدمات بیشتر در بر گیرندهٔ خدمات عمومی شهری است.
یارانه‌ها براساس اینکه در قانون بودجهٔ کشور به‌طور مشخص ذکر شده یا به‌طور ضمنی لحاظ می‌شوند، به دو دستهٔ آشکار و پنهان تقسیم می‌شوند.

### دسته‌بندی یارانه از نظر چگونگی توزیع در جامعه
یارانه‌ها از نظر اینکه چگونه در جامعه توزیع می‌شوند به سه گروه تقسیم می‌شوند:
1. یارانه باز (مثل یارانه بنزین قبل از سهمیه بندی که بدون محدودیت، به میزان متفاوت و بسته به اینکه هر کس چه مقدار مصرف کند در اختیار همه قرار می‌گرفت)
2. یارانه سرانه (مثل یارانه کالاهای کالابرگی که به شکل محدود و مشخص وبه‌طور مساوی و برابر در میان همهٔ افراد جامعه توزیع می‌شود)
3. یارانه هدفمند (مثل یارانه به شکل بن‌ها و کالا برگی‌هایی که به گروه‌های مشخصی از افراد جامعه مانند کارگران، کارمندان، از کار افتادگان و مستمری بگیران پرداخت می‌شود)[۱۲]

یکی از عمده‌ترین موارد یارانه باز یا یارانه بر بازار را دولت از طریق تعیین قیمت کمتر از قیمت واقعی انجام می‌دهد. از آنجا که خود دولت عرضه‌کننده چنین کالاها و خدمات عمومی و خصوصی است، وکنترل عرضه در دست دولت است، تعادل در بازار مربوط به وجود آمده و منجر به ایجاد بازار غیررسمی نخواهد شد. به عبارات دیگر دولت در حد تقاضای موجود در قیمت‌های تعیین شده مبادرت به عرضهٔ کالا یا خدمت مورد نظر می‌نماید.
بدیهی است که در چنین بازاری مقدار مصرف و تولید بیشتر از حد و اندازهٔ بهینه در بازار صورت گرفته و اولین تأثیر آن مشابه یارانه بر واحد یا قیمت در بازار کالاهای خصوصی عدم کارایی در تخصیص منابع است، ولی یارانه از خزانه پرداخت نمی‌شود، بلکه درآمد دولت که باید به خزانه واریز شود به مقدار یارانه پنهان کاهش می‌یابد.

## یارانه پنهان
یارانه پنهان یارانه ای است که از طرف دولت به مردم پرداخت می شود ولی بابت آن عددی در محاسباتشان مورد استفاده قرار نمی گیرد. به نوع دیگر یارانه پنهان یعنی یارانه ای که دولت روی برخی از کالاها می پردازد تا آن کالا ارزانتر به دست مردم برسد. مانند یارانه بنزین، آب، برق و گاز. به عنوان مثال اگر بهای تمام شده هر لیتر در کشور ۳۰۰۰ تومان باشد ولی دولت آن را ۱۰۰۰ تومان بفروشد آن ۲۰۰۰ تومان به عنوان یارانه پنهان حساب می گردد. معمولا در کشورهایی که دولت قدرت زیادی در تولید دارد و انحصار محصولی را در دست دارد مخصوصا کشورهای نفتی، یارانه پنهان به‌وجود می‌آید.

### آسیب های یارانه پنهان
از آسیب های این یارانه می توان به از بین بردن مکانیسم تخصیص بهینه منابع اشاره نمود. به دلیل اینکه قیمت واقعی نیست و تخصیص بهینه به هم می خورد. در این صورت به نظام اقتصادی لطمه وارد شده و نه تنها باعث از بین رفتن کارایی اقتصاد می گردد بلکه باعث از چرخه خارج شدن کارکردهای اقتصادی هم می گردد.

## اهداف یارانه
سوبسید از نظر دولت‌ها نوعی مالیات منفی محسوب شده، در رده مالیات‌ها در بودجه دولتی لحاظ می‌گردد. به این دلیل یارانه را مالیات منفی به حساب می‌آورند که این مالیات از طرف دولتها، پرداخت می‌شود، نه دریافت.
پرداخت یارانه از دیدگاه دولت‌ها به علت اهداف: اقتصادی، توسعه‌ای، اجتماعی، سیاسی و فرهنگی پرداخت می‌گردند. این اهداف می‌تواند در پرداخت یارانه به مصرف‌کننده، تولیدکننده، ادارات خدماتی، صادرکننده یا واردکننده تحقق یابد. وبه‌طور کلی اهداف یارانه را می‌توان در سه مورد زیر خلاصه کرد:
1. هدف مند نمودن به‌کارگیری منابع کمیاب
2. تثبیت قیمت‌ها
3. توزیع درآمد

## نحوه پرداخت یارانه
امروزه در جهان یارانه‌ها بیشتر به تولیدکنندگان یا محصولات کشاورزی پرداخت می‌شود؛ به گونه‌ای که باعث صیانت وضعیت معیشتی تولیدکنندگان و زارعان در مقابل نوسانات قیمت شده و ادامه تولید در کشورها با مشکلی مواجه نمی‌گردد. اگر اعطاء این نوع یارانه‌ها با حمایت‌های دولتی در مقابل نوسانات قیمت وجود نداشته باشد، ممکن است باعث ورشکستگی شدید در بازار تولید صنعتی و کشاورزی گردد.
مدلهای دیگری از نحوه پرداخت یارانه در کشورهای مختلف وجود دارد که از جمله آن‌ها می‌توان به یارانه مستقیم اشاره کرد که به صورت نقدی به قشرها آسیب‌پذیر پرداخت می‌شود؛ هم‌اکنون یارانه مستقیم در رأس برنامه‌های دولت ایران می‌باشد.
با توجه به مصوبه مجلس شورای اسلامی، دولت موظف به حذف یارانهٔ افراد پر درآمد شد؛ که طی این مصوبه نام افرادی که درآمد بالای ۳ میلیون تومان دارند، از لیست یارانه بگیرها حذف می‌شود.
| دسته بندی افراد مشمول یارانه (دهک یکم تا نهم)    | تاریخ واریز یارانه نقدی به حساب بانکی سرپرست خانوار |
| ------------------------------------------------ | --------------------------------------------------- |
| افراد تحت پوشش کمیته امداد و سازمان بهزیستی کشور | بیستم هر ماه                                        |
| خانوار های دهک یکم تا سوم درآمدی                 | بیست و پنجم هر ماه                                  |
| خانوار های دهک چهارم تا نهم درآمدی               | سی ام هر ماه                                        |